# سنت-سوفی، کبک
سنت-سوفی (به فرانسوی: Sainte-Sophie) شهری در منطقه شهری لا ریوییر-دو-نورد ناحیه لورانتید در استان کبک کانادا است. در سرشماری سال ۲۰۱۱ این شهر ۱۰٬۸۹۹ نفر جمعیت داشته‌است و مساحت آن ۱۰۸٫۹۸ کیلومتر مربع است.